# سلطان‌العلماء آملی
سید علاءالدین حسین الحسینی مرعشی آملی مشهور به سلطان العلماءآملی و همچنین خلیفه سلطان وزیر اعظم شاه عباس بزرگ، شاه صفی یکم و شاه عباس دوم بود. او یکی از بزرگان خاندان مرعشی و از نوادگان میر قوام‌الدین مرعشی بود و از عالمان شناخته شده مذهب شیعه است و همچنین صاحب حاشیه بر معالم الاصول می‌باشند.

## تبار و خانواده
او در سال ۱۰۰۱ قمری در اصفهان متولد شد. پدر او میرزا رفیع الدین محمد از عالمان و دانشمندان مشهور بود و در کاخ سلطنتی خدمت می‌کرد. وی از جانب پدر با واسطه ۲۹ تن به علی بن حسین می‌رساند و از جانب مادرش از سادات شهرستان بود. نصب پدر او از سادات مازندران و خود پدرش از سادات مشهور اصفهان بود که احتمالاً در زمان امیر نظام‌الدین جد پدرش از آمل به اصفهان آمده بودند. وی با خیرالنساء بیگم مادر شاه عباس نسبت خانوادگی داشته‌است.
علااءلدین حسین بخشی از تحصیلات خود را در نزد پدرش میرزا رفیع الدین محمد که از علما ودانشمندان آن عصر بود آموخت، همچنین سال‌ها در محضر ملا محمود اصفهانی و به ویژه میرداماد و بهایی به تحصیل علوم معقول و منقول پرداخت، وی در خدمت شیخ بهایی هم درس ملا خلیل قزوینی بود.

## وزیر اعظم

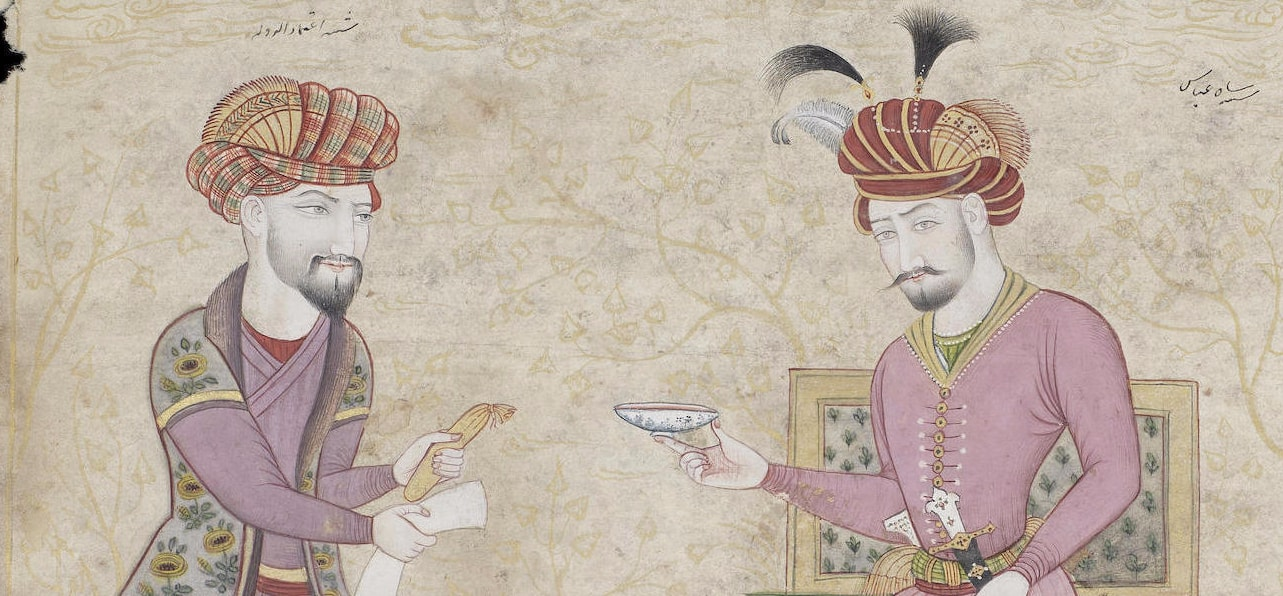
نقاشی سدهٔ نوزدهمی دهلی از وزیر اعظم صفوی خلیفه‌سلطان (چپ) و شاه عباس دوم (راست).

وی پس از سال‌ها بهره‌مندی از مکتب بزرگان اصفهان به درجهٔ اجتهاد رسید و در زمرهٔ علمای طراز اول آن عصر اصفهان بود. پدرش در سلطنت شاه عباس اول مدت دو سال مقام صدارت داشته و به دلیل انتساب با خاندان صفوی فرزندش خلیفه سلطان با یکی از دختران شاه عباس به نام جان آغا بیگم ازدواج کرد.
سلطان العما در سال ۱۰۳۳ قمری به وزارت رسید، از این رو وی با پدرش در یک خانه جلوس می‌کردند و به امور کشور رسیدگی می‌نمودند. در سال ۱۰۳۸ قمری شاه عباس از دنیا رفت و شاه صفی به پادشاهی رسید و سلطان العلما به مدت دو سال وزیر اعظم شاه صفی بود تا اینکه در ۲۳ رجب ۱۰۴۰ او را از وزارت عزل کرد و چهار پسرش را که نوه های دختری شاه عباس بودند نابینا کرد و به قم تبعید شد.
شاه صفی پس از مدتی وی را به اصفهان فراخواند. وی پس از مدتی اقامت در اصفهان به سفر حج رفت که در همین مدت شاه صفی درگذشت و شاه عباس دوم به سلطنت رسید و پس از قتل میرزا تقی اعتماد الدوله در سال ۱۰۵۵ قمری سلطان العلماء را به نخست‌وزیری منصوب کرد.
سلطان العلما اواخر دوران وزارت خود را در بهشهر (اشرف) گذراند. وی در مدت کوتاهی که شاه عباس دوم پس از فتح قندهار به اشرف سفر کرده‌بود، بیمار شد و فوت نمود، تاریخ وفاتش برابر ۱۰۶۴ قمری شمرده‌اند. پیکرش را نیز در نجف به خاک سپردند.

## اشعار
صائب تبریزی قصیدهٔ بلندی در رثای وی سرود که مطلع آن «آه از دستور عالم وای از سلطان علم» که به حروف ابجد عدد برابر سال ۱۰۶۴، روز در گذشت وی می‌باشد.
اشرف مازندرانی شاعر معاصر او و شاگرد صائب تبریزی، دربارهٔ او قصیدهٔ مفصلی در ۱۳۱ بیت دارد که در آن به نسب مازندرانی خود افتخار می‌کند (ص ۶۰ تا ۶۸):
| گر اصفاهان پدید آمد چو گل طبع کمال |  | خاسته چون سرو موزون اشرف از مازندران |

نیز صائب تبریزی قصیده‌ای در مادهٔ تاریخ وفات او دارد:
| بهره‌ور بودند ذرات جهان از دانشش |  | بود خورشید جهان‌افروز از احسان علم |